# Vittaria anguste-elongata
Vittaria anguste-elongata là một loài dương xỉ trong họ Pteridaceae. Loài này được Hayata mô tả khoa học đầu tiên năm 1916.